# Igor Juričić
Igor Juričić (ur. 7 listopada 1974 w Rijece) – chorwacki siatkarz, grający na pozycji środkowego. Od 2013 roku jest trenerem siatkarskim.
Jego córka Lara zawodowo uprawia siatkówkę.

## Przebieg kariery
| Lata                      | Klub                            | Klub                            | Klub                            | Klub                            | Klub                            | Klub                            | Klub                            | Klub                            | Klub                            | Klub                            | Klub                            |
| Siatkarz                  | Siatkarz                        | Siatkarz                        | Siatkarz                        | Siatkarz                        | Siatkarz                        | Siatkarz                        | Siatkarz                        | Siatkarz                        | Siatkarz                        | Siatkarz                        |                                 |
| ------------------------- | ------------------------------- | ------------------------------- | ------------------------------- | ------------------------------- | ------------------------------- | ------------------------------- | ------------------------------- | ------------------------------- | ------------------------------- | ------------------------------- | ------------------------------- |
| –1995                     | MOK Rijeka                      | MOK Rijeka                      | MOK Rijeka                      | MOK Rijeka                      | MOK Rijeka                      | MOK Rijeka                      | MOK Rijeka                      | MOK Rijeka                      | MOK Rijeka                      | MOK Rijeka                      | MOK Rijeka                      |
| 1995–1999                 | HAOK Mladost Zagrzeb            | HAOK Mladost Zagrzeb            | HAOK Mladost Zagrzeb            | HAOK Mladost Zagrzeb            | HAOK Mladost Zagrzeb            | HAOK Mladost Zagrzeb            | HAOK Mladost Zagrzeb            | HAOK Mladost Zagrzeb            | HAOK Mladost Zagrzeb            | HAOK Mladost Zagrzeb            | HAOK Mladost Zagrzeb            |
| 1999–2000                 | AZS Częstochowa                 | AZS Częstochowa                 | AZS Częstochowa                 | AZS Częstochowa                 | AZS Częstochowa                 | AZS Częstochowa                 | AZS Częstochowa                 | AZS Częstochowa                 | AZS Częstochowa                 | AZS Częstochowa                 | AZS Częstochowa                 |
| 2000–2001                 | HotVolleys Wiedeń               | HotVolleys Wiedeń               | HotVolleys Wiedeń               | HotVolleys Wiedeń               | HotVolleys Wiedeń               | HotVolleys Wiedeń               | HotVolleys Wiedeń               | HotVolleys Wiedeń               | HotVolleys Wiedeń               | HotVolleys Wiedeń               | HotVolleys Wiedeń               |
| 2001–2003                 | AS Cannes VB                    | AS Cannes VB                    | AS Cannes VB                    | AS Cannes VB                    | AS Cannes VB                    | AS Cannes VB                    | AS Cannes VB                    | AS Cannes VB                    | AS Cannes VB                    | AS Cannes VB                    | AS Cannes VB                    |
| 2003–2004                 | GFC Ajaccio VB                  | GFC Ajaccio VB                  | GFC Ajaccio VB                  | GFC Ajaccio VB                  | GFC Ajaccio VB                  | GFC Ajaccio VB                  | GFC Ajaccio VB                  | GFC Ajaccio VB                  | GFC Ajaccio VB                  | GFC Ajaccio VB                  | GFC Ajaccio VB                  |
| 2004–2005                 | Beauvais Oise UC                | Beauvais Oise UC                | Beauvais Oise UC                | Beauvais Oise UC                | Beauvais Oise UC                | Beauvais Oise UC                | Beauvais Oise UC                | Beauvais Oise UC                | Beauvais Oise UC                | Beauvais Oise UC                | Beauvais Oise UC                |
| 2005–2006                 | Bancaetruria Eurospar Arezzo    | Bancaetruria Eurospar Arezzo    | Bancaetruria Eurospar Arezzo    | Bancaetruria Eurospar Arezzo    | Bancaetruria Eurospar Arezzo    | Bancaetruria Eurospar Arezzo    | Bancaetruria Eurospar Arezzo    | Bancaetruria Eurospar Arezzo    | Bancaetruria Eurospar Arezzo    | Bancaetruria Eurospar Arezzo    | Bancaetruria Eurospar Arezzo    |
| 2006–2008                 | Asnières Volley 92              | Asnières Volley 92              | Asnières Volley 92              | Asnières Volley 92              | Asnières Volley 92              | Asnières Volley 92              | Asnières Volley 92              | Asnières Volley 92              | Asnières Volley 92              | Asnières Volley 92              | Asnières Volley 92              |
| 2008–2009                 | FL Saint-Quentin                | FL Saint-Quentin                | FL Saint-Quentin                | FL Saint-Quentin                | FL Saint-Quentin                | FL Saint-Quentin                | FL Saint-Quentin                | FL Saint-Quentin                | FL Saint-Quentin                | FL Saint-Quentin                | FL Saint-Quentin                |
| 2009–2011                 | Beauvais Oise UC                | Beauvais Oise UC                | Beauvais Oise UC                | Beauvais Oise UC                | Beauvais Oise UC                | Beauvais Oise UC                | Beauvais Oise UC                | Beauvais Oise UC                | Beauvais Oise UC                | Beauvais Oise UC                | Beauvais Oise UC                |
| 2011–2013                 | Nancy Volley Maxéville-Jarville | Nancy Volley Maxéville-Jarville | Nancy Volley Maxéville-Jarville | Nancy Volley Maxéville-Jarville | Nancy Volley Maxéville-Jarville | Nancy Volley Maxéville-Jarville | Nancy Volley Maxéville-Jarville | Nancy Volley Maxéville-Jarville | Nancy Volley Maxéville-Jarville | Nancy Volley Maxéville-Jarville | Nancy Volley Maxéville-Jarville |
| Trener                    |                                 |                                 |                                 |                                 |                                 |                                 |                                 |                                 |                                 |                                 |                                 |
| 2013–2015                 | Harnes VB                       |                                 |                                 |                                 |                                 |                                 |                                 |                                 |                                 |                                 |                                 |
| 2015–2016                 | Prefaxis Menen                  |                                 |                                 |                                 |                                 |                                 |                                 |                                 |                                 |                                 |                                 |
| 2016–2020                 | Tourcoing LM                    |                                 |                                 |                                 |                                 |                                 |                                 |                                 |                                 |                                 |                                 |
| 2020–2020 (do 12.2020)    | Biełogorje Biełgorod            |                                 |                                 |                                 |                                 |                                 |                                 |                                 |                                 |                                 |                                 |
| 2021–2021 (od 03.01.2021) | Foinikas Syros                  |                                 |                                 |                                 |                                 |                                 |                                 |                                 |                                 |                                 |                                 |
| 2021–2022                 | Kuzbass Kemerowo                |                                 |                                 |                                 |                                 |                                 |                                 |                                 |                                 |                                 |                                 |
| 2022–2024                 | Trefl Gdańsk                    |                                 |                                 |                                 |                                 |                                 |                                 |                                 |                                 |                                 |                                 |
| 2024–                     | Chorwacja                       |                                 |                                 |                                 |                                 |                                 |                                 |                                 |                                 |                                 |                                 |

## Jako siatkarz

### Sukcesy klubowe
Liga chorwacka:
- 1996, 1997, 1998, 1999
- 1994

Puchar Chorwacji:
- 1996, 1997, 1998, 1999

Puchar Europy Mistrzów Klubowych:
- 1997

Liga polska:
- 2000

Puchar Austrii:
- 2001

Liga austriacka:
- 2001

## Jako trener

### Sukcesy klubowe
Liga belgijska:
- 2016

Puchar Francji:
- 2018

Liga grecka:
- 2021

Puchar Ligi Greckiej:
- 2021

### Sukcesy reprezentacyjne
Liga Europejska:
- 2024[4]